# 索納格拉

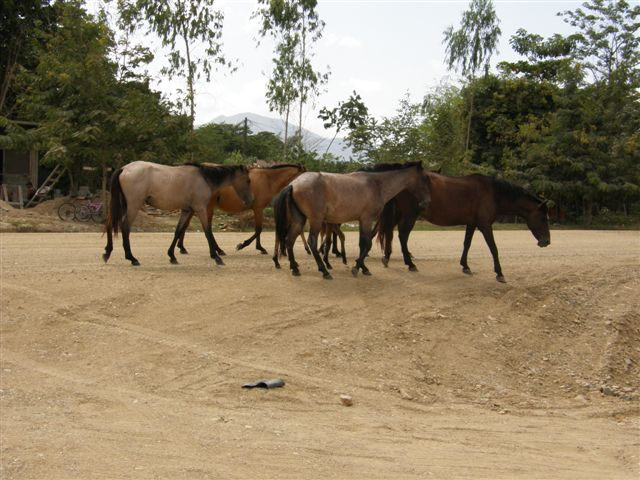
索納格拉的鄉村

索納格拉（西班牙語：Sonaguera），是洪都拉斯的城鎮，位於該國東部，由科隆省負責管轄，始建於1791年，面積338.93平方公里，海拔高度113米，2012年人口64,364，人口密度每平方公里48.91人。